# ジミー・ウォーカー (バスケットボール)
ジミー・ウォーカー (Jimmy Walker, 1944年4月8日 - 2007年7月2日) はアメリカ男子プロバスケットボールリーグNBAで活躍した元バスケットボール選手。バージニア州アマースト出身。元NBA選手であるジェイレン・ローズの実父である。

## 経歴
アマーストで生まれたウォーカーは、ボストンで育ち、ボストンのトレード高校に通った。高校バスケのスター選手となったウォーカーは、ボストン・セルティックス所属のサム・ジョーンズの目に留まり、ジョーンズの紹介で彼の母校であるローリンバーグ高等専門学校に通うようになった。
大学はプロビデンス大学に進学。1966-67シーズンには全米ランキング1位となる平均30得点を記録し、AP通信選出のオールアメリカに選ばれた。またボブ・クージーが指揮するボストン大学との試合ではキャリアハイとなる50得点をあげている。
カレッジバスケのスター選手となったウォーカーは、1967年のNBAドラフトで全体1位指名を受けてデトロイト・ピストンズに入団。またウォーカーは大学時代は殆どアメリカンフットボールをプレイしていなかったにもかかわらず、NFLのニューオーリンズ・セインツからもドラフト17巡で指名を受けている。
鳴り物入りでNBA入りしたウォーカーは、ピストンズでの3年目となる1969-70シーズンには平均20.8得点、1971-72シーズンにはキャリアハイとなる21.3得点を記録するなど、一定の成果は収めたものの、ウェイト管理に失敗し、本来の才能を十分に発揮しないままキャリアを終えたと言われている。ピストンズではデイブ・ビン、ボブ・レイニアに次ぐ3番手選手としてプレイし、2度オールスター出場を経験した。その後ヒューストン・ロケッツを経て1973-74シーズンにはカンザスシティ=オマハ・キングスに移籍。キングスではネイト・アーチボルドとの2枚看板としてチームを支えた。
1975-76シーズンを最後に現役から引退。NBA通算成績は9シーズン698試合の出場で、11,655得点2,429アシスト、平均16.5得点3.7アシストだった。

## 個人成績

### レギュラーシーズン
| Season   | Team     | GP  | MPG  | FG%  | FT%  | RPG | APG | SPG | BPG | PPG  |
| -------- | -------- | --- | ---- | ---- | ---- | --- | --- | --- | --- | ---- |
| 1967–68  | DET      | 81  | 19.6 | .394 | .766 | 1.7 | 2.8 | –   | –   | 8.8  |
| 1968–69  | DET      | 69  | 23.8 | .466 | .795 | 2.3 | 3.2 | –   | –   | 11.7 |
| 1969–70  | DET      | 81  | 35.4 | .478 | .807 | 3.0 | 3.1 | –   | –   | 20.8 |
| 1970–71  | DET      | 79  | 35.0 | .436 | .831 | 2.6 | 3.4 | –   | –   | 17.6 |
| 1971–72  | DET      | 78  | 39.5 | .457 | .827 | 3.0 | 4.0 | –   | –   | 21.3 |
| 1972–73  | HOU      | 81  | 38.0 | .465 | .884 | 3.3 | 5.5 | –   | –   | 18.0 |
| 1973–74  | HOU      | 3   | 12.7 | .583 | .000 | .7  | 1.3 | .0  | .0  | 4.7  |
| 1973–74  | KCO KCK  | 72  | 40.6 | .468 | .822 | 2.8 | 4.2 | 1.1 | .1  | 19.8 |
| 1974–75  | KCO KCK  | 81  | 38.5 | .475 | .855 | 3.0 | 2.8 | 1.0 | .2  | 16.7 |
| 1975–76  | KCO KCK  | 73  | 34.1 | .483 | .865 | 2.4 | 2.4 | 1.2 | .2  | 15.7 |
| Career   | Career   | 698 | 33.8 | .461 | .829 | 2.7 | 3.5 | 1.1 | .2  | 16.7 |
| All-Star | All-Star | 2   | 15.0 | .333 | .500 | 1.5 | .5  | –   | –   | 5.5  |

### プレーオフ
| Year   | Team   | GP | MPG  | FG%  | FT%  | RPG | APG | SPG | BPG | PPG  |
| ------ | ------ | -- | ---- | ---- | ---- | --- | --- | --- | --- | ---- |
| 1968   | DET    | 6  | 20.2 | .463 | .824 | 1.5 | 1.5 | –   | –   | 12.7 |
| 1975   | KCO    | 6  | 37.5 | .464 | .778 | 1.7 | 2.8 | .8  | .2  | 15.3 |
| Career | Career | 12 | 28.8 | .464 | .800 | 1.6 | 2.2 | .8  | .2  | 14.0 |